# Crataegus piperi
Crataegus piperi — вид рослин із родини трояндових (Rosaceae).

## Біоморфологічна характеристика
Це багатогіллястий кущ чи невелике дерево з округлою кроною, до 5 метрів у висоту при діаметрі 10 см. Листки 2.5–9 × 2–6 см. Квітки 15–20 мм у діаметрі; пилки від кремового до кольору слонової кістки, іноді рожеві. Плоди яскраво-червоні, до 10 мм у діаметрі.

## Середовище проживання
Росте на сході Америки — Британська Колумбія, Айдахо, Монтана, Орегон, Вашингтон.